# Roze roodmus
De roze roodmus (Carpodacus rhodochlamys) is een zangvogel uit de familie Fringillidae (Vinkachtigen).

## Verspreiding en leefgebied
Deze soort komt voor in Afghanistan, China, India, Kazachstan, Mongolië, Pakistan, Rusland en Tadzjikistan en telt 2 ondersoorten:
- Carpodacus rhodochlamys rhodochlamys: van Oezbekistan tot zuidwestelijk China, Altai en noordelijk Mongolië.
- Carpodacus rhodochlamys kotschubeii: van het Alaigebergte (Kirgizië) tot het Pamir-gebergte en Tadzjikistan.